# Swiss International Air Lines

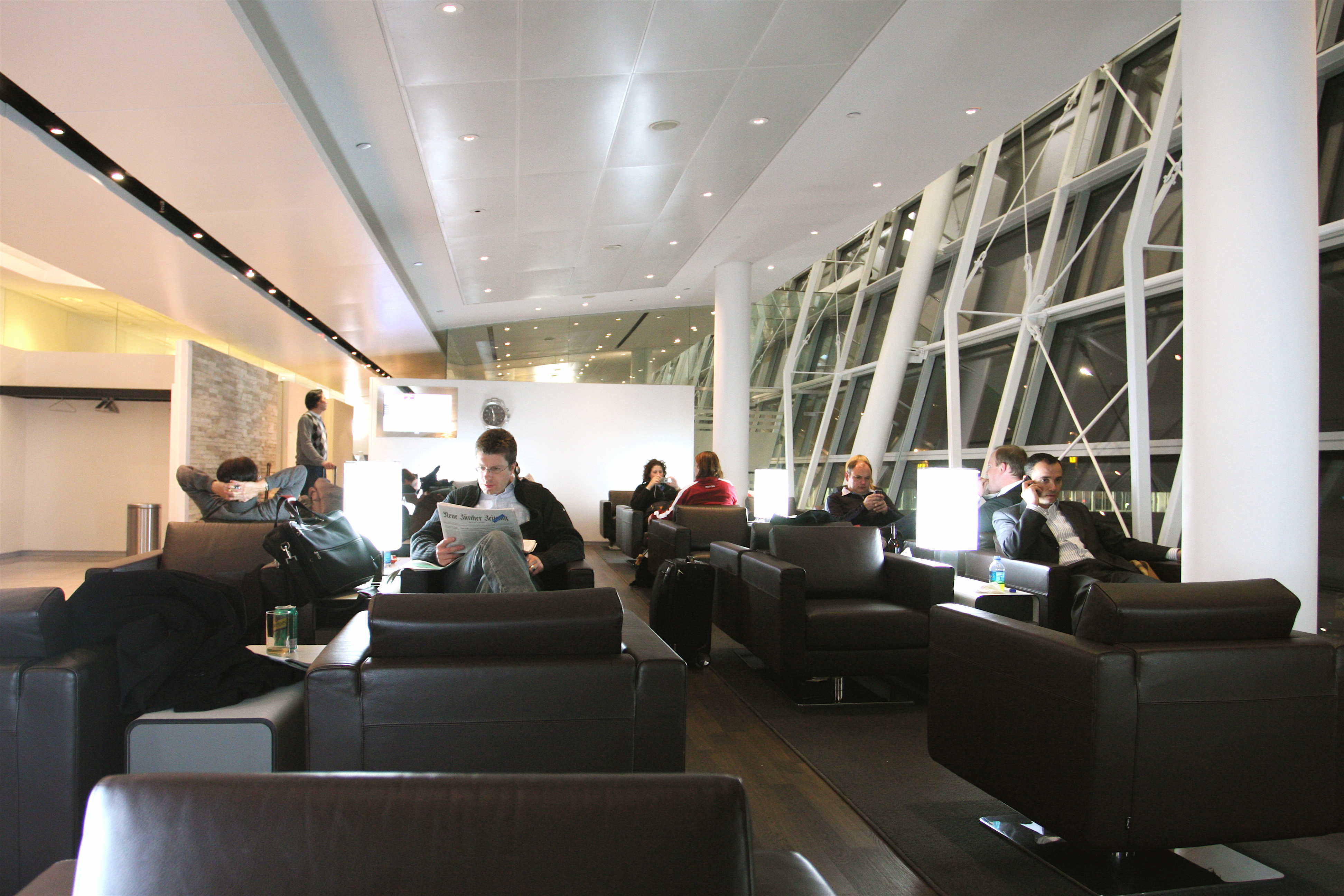
Swiss lounge al John F. Kennedy International Airport

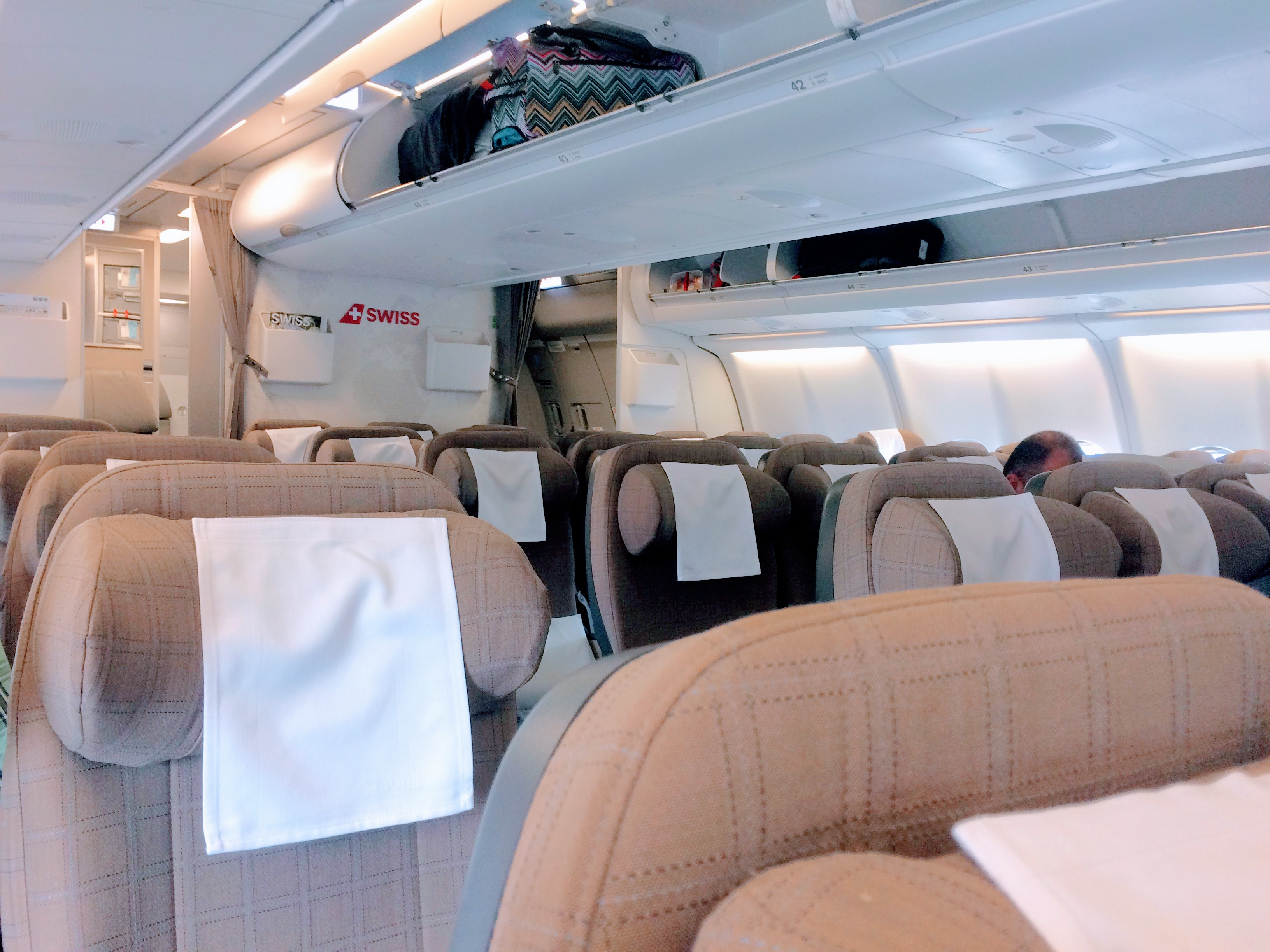
Gli interni dell'Airbus A330-300 di Swiss International Air Lines

Swiss − Swiss International Air Lines è la compagnia aerea di bandiera della confederazione svizzera; nata nel 2002 dal fallimento della ex compagnia di bandiera Swissair avvenuto nel 2001, tramite una fusione di parte della flotta e del personale di quest'ultima con l'aerolinea regionale Crossair.
Dal 2005 Swiss è stata integrata nel gruppo Lufthansa. Effettua servizi di trasporto passeggeri e merci verso destinazioni nazionali, internazionali e intercontinentali. La sede è situata presso l'aeroporto di Basilea, l'hub principale è l'aeroporto di Zurigo ed ha un hub secondario a Ginevra-Cointrin.

## Storia

### Gli inizi

Logo utilizzato dal 2002 al 2011

La compagnia aerea è stata costituita dopo il fallimento di Swissair, l'ex compagnia di bandiera della Svizzera, nel 2002. Crossair aveva il 40% delle sue entrate provenienti dalla defunta Swissair. Le perdite della nuova compagnia aerea ammontarono a 1,6 miliardi di dollari dalla partenza fino al 2005. I più grandi creditori di Swissair, Credit Suisse e UBS, vendettero una parte delle attività di Swissair a Crossair, la controparte regionale della internazionale Swissair. Al momento, sia Swissair e Crossair erano sotto la stessa holding, denominata SAirGroup.
Crossair più tardi cambiò il suo nome in Swiss e la nuova compagnia aerea nazionale iniziò la sua attività ufficialmente il 31 marzo 2002. La compagnia era di proprietà prima di investitori istituzionali (61,3%), Confederazione svizzera (20,3%), Cantoni e Comuni (12,2%) e altri (6,2%). Swiss possiede anche società controllate Swiss Sun (100%) e Crossair Europa (99,9%). Ha un totale di 8 250 dipendenti.
Secondo Marcel Biedermann, direttore generale mercati intercontinentali per Swiss, c'erano tre possibilità: rimanere indipendente come un vettore di nicchia, ridursi ad un livello irriconoscibile, o attaccarsi ad un altro gruppo aereo. L'ultima scelta è stata presa. Swiss ha parlato con Air France-KLM, British Airways, e Lufthansa. Tuttavia, Swiss è stata legata con un debito e un futuro incerto, e sembrava essere un investimento non attraente. Dopo la fusione con KLM, Air France ha dichiarato che erano troppo impegnati a trattare con Swiss per unirsi. British Airways era aperta, e i partner di Oneworld avevano pensato che Zurigo sarebbe stato un hub valido come alternativa per Londra Heathrow.
Dopo quasi un anno di controversie, Swiss è stata accettata nell'alleanza delle compagnie aeree Oneworld. Però l'ingresso di Swiss nell'alleanza è stato bloccato da British Airways, che compete con Swiss su molte rotte a lungo raggio. Il 3 giugno 2004, la Swiss ha annunciato la sua decisione di non aderire Oneworld perché non vogliono integrare il loro attuale programma frequent flyer con l'Executive Club di British Airways.

### Il piano di recupero
La compagnia aerea annualmente dimezzò le perdite, e nel 2006 ha registrato un utile netto di $ 220 milioni. L'utile netto per il 2007 è stato di 570 milioni di dollari. Biedermann ha affermato nel numero di marzo 2008 della rivista "Airways", che "questo è l'inizio per mettere la casa in ordine." Ha detto che era necessario un aiuto e guardò in alto a Lufthansa come un confronto, quindi il loro incontro era naturale, anche con le loro differenze. Anche con una rete di collegamenti aerei ridimensionata, Swiss trasporta lo stesso numero di passeggeri che trasportò nel 2002.
Il 22 marzo 2005 Lufthansa Group ha confermato il suo piano per comprare Swiss, iniziando con una quota di minoranza (11%) di una nuova società creata per detenere azioni svizzere chiamata Air Trust. Le operazioni Swiss sono state progressivamente integrate con Lufthansa da fine 2005, e l'acquisizione è stata completata il 1º luglio 2007. Swiss ha aderito a Star Alliance divenendo inoltre un membro di Miles and More il 1º aprile 2006, programma frequent flyer del Gruppo Lufthansa.
La compagnia aerea ha istituito una filiale regionale denominata Swiss European Air Lines. Questa ha certificato il proprio operatore aereo. Le due divisioni operative indipendenti Swiss Aviation Training e Swiss WorldCargo (utilizzando la capacità ventre di aerei passeggeri) sono di proprietà di Swiss.
Nel 2008 Swiss International Air Lines ha acquisito Edelweiss Air e Servair (adesso Swiss Private Aviation). Dal febbraio 2011, Swiss Private Aviation ha cessato di operare a seguito di ricostruzione interna. La società consiglia Lufthansa Private Jet Service come successore.
Nel 2007 Swiss ha ordinato 9 Airbus A330-300 al fine di sostituire gli attuali A330-200. L'A330-300 è più ecologico e dispone di posti a sedere in tre classi. Il primo jet A330-300 è stato messo in servizio da Zurigo a New York-JFK nel mese di aprile 2009. Nella primavera del 2010 Swiss operava cinque A330-300 per i voli a lungo raggio. I restanti quattro aeromobili A330-300 sono entrati in flotta nel 2011.

### Acquisizione totale di Lufthansa
A seguito dell'acquisizione di Lufthansa Group, la flotta regionale è stata modificata, gli Embraer ERJ e Saab sono stati sostituiti dagli Avro RJ, che operano per una consociata interamente controllata, Swiss European Air Lines. Il resto della flotta, oltre ai jet regionali, ora è tutto Airbus.
La ristrutturazione della compagnia aerea ha però causato la rinegoziazione dei contratti con i fornitori dell'handling, della manutenzione e del catering.
Gli azionisti di Swiss hanno ricevuto un'opzione basata sui risultati delle loro azioni. Il pagamento avverrà nel 2008, e l'importo dipenderà da quanto bene le azioni di Lufthansa si confrontano con le azioni dei concorrenti. Lufthansa continua a mantenere Swiss come un marchio separato.

### Gli anni 2010
Nel 2010, Swiss e Lufthansa sono stati Indagati dalla Commissione europea per sospetta creazione di un cartello dei prezzi nell'ambito del trasporto cargo senza tuttavia essere multate.
Il 18 agosto 2011, Swiss ha annunciato un nuovo logo per la loro azienda, simile al logo della defunta Swissair.

## Identità aziendale

### Quartier generale

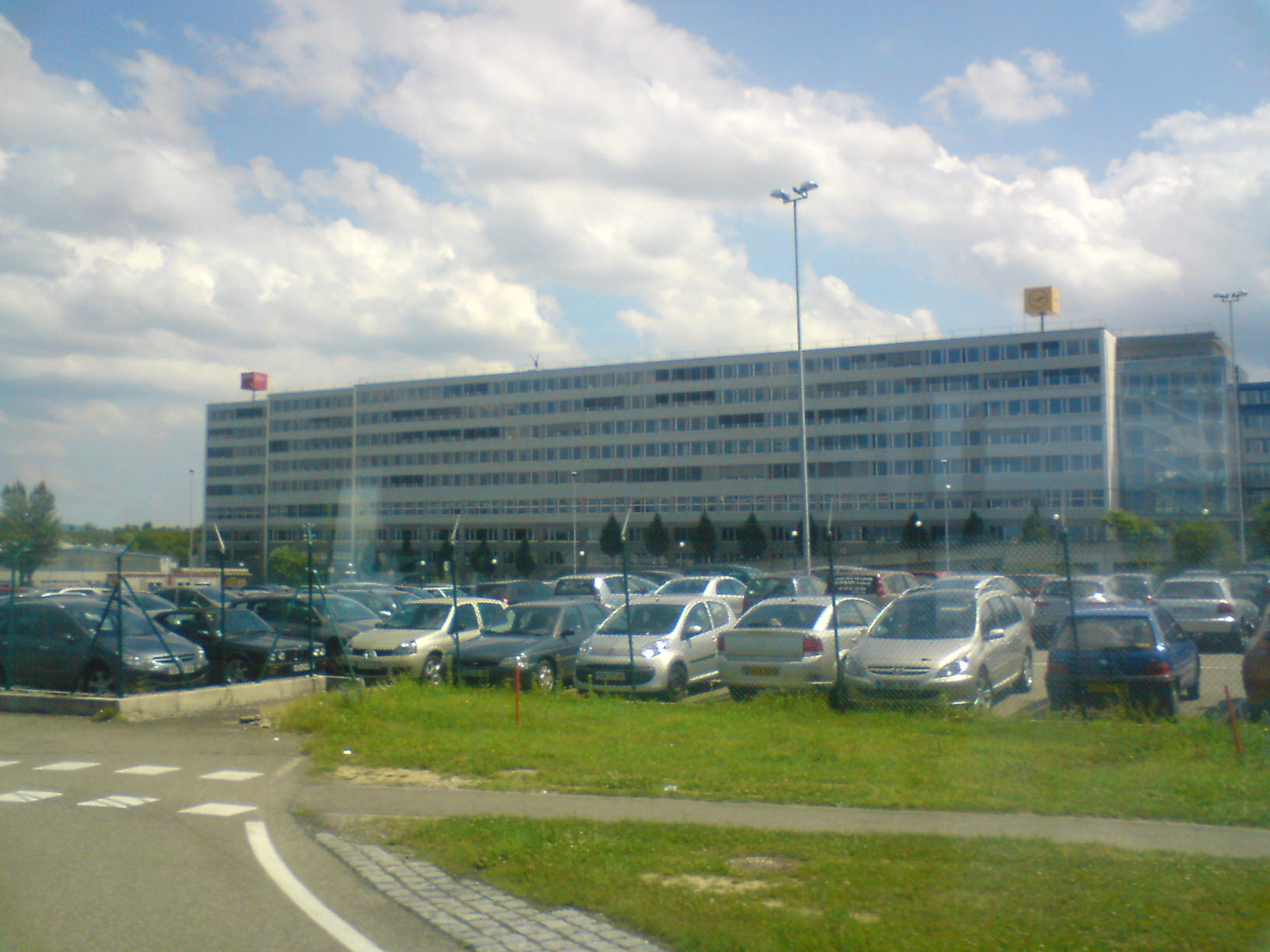
Gli uffici all'aeroporto di Basilea.

Swiss International Air Lines ha la sua sede operativa presso l'aeroporto di Basilea-Mulhouse-Friburgo vicino a Basilea, in Svizzera. L'aeroporto franco-svizzero si trova sul territorio francese e ha accesso senza dogana alla Svizzera. La sede centrale si trova nella sezione svizzera dell'aeroporto ed è accessibile solo dalla Svizzera. Secondo il registro di commercio, la sede legale è nella stessa Basilea.
La sede principale di Swiss International Air Lines era in precedenza la sede di Crossair. Nel 2002 l'insegna "Crossair" sull'edificio è stata sostituita da "Swiss International Air Lines". Nel 2004 gli uffici dell'area di Basilea ospitavano circa 1.000 dipendenti, mentre gli uffici dell'area di Zurigo ospitavano circa 850 dipendenti. Quando Swiss iniziò come azienda, circa 1.400-1.500 lavoravano negli uffici di Basilea.
SWISS gestisce anche uffici all'aeroporto di Zurigo a Kloten e all'aeroporto di Ginevra.

### Sussidiarie
Le seguenti compagnie fanno parte del gruppo Swiss International Air Lines:
- Edelweiss Air
- Swiss AviationSoftware
- Swiss Aviation Training
- Swiss WorldCargo
- SWISStours

### Swiss WorldCargo
Swiss World Cargo è la divisione cargo di Swiss. È stata costituita il 1º aprile 2002 ed ha la sua sede nell'edificio principale dell'aeroporto di Zurigo.
In qualità di fornitore di servizi di trasporto aereo è specializzata nel trasporto di merci ad alto valore e cura intensiva di merci. La rete di Swiss World Cargo comprende più di 150 destinazioni in oltre 80 paesi, la maggior parte dei quali in Europa. La rete è completata da collegamenti camion.
Nel 2010 le quote di entrata di Swiss World Cargo erano circa il 11,5 per cento, che corrispondeva a un fatturato di 5.267 milioni di franchi svizzeri. La percentuale di carico (intercontinentale) è stato del 78 per cento.

## Gestione aziendale

### Dati di bilancio
Di seguito sono riportati i principali risultati operativi e commerciali di Swiss International Air Lines degli ultimi anni (al 31 dicembre):
|      | Ricavi (in miliardi di €) | Risultato operativo (in milioni di €) | Dipendenti (migliaia) | Passeggeri trasportati (milioni) | Coefficiente di riempimento Medio (in %) | Numero di aerei (inclusa Edelweiss Air) | Note   |
| ---- | ------------------------- | ------------------------------------- | --------------------- | -------------------------------- | ---------------------------------------- | --------------------------------------- | ------ |
| 2011 | 3.942                     | 259                                   | 7.918                 | 16.3                             | 81.1                                     | 93                                      | [ 16 ] |
| 2012 | 4.220                     | 191                                   | 8.378                 | 16.9                             | 82.4                                     | 92                                      | [ 16 ] |
| 2013 | 4.223                     | 217                                   | 8.647                 | 17.0                             | 83.3                                     | 94                                      | [ 16 ] |
| 2014 | 4.241                     | 278                                   | 8.694                 | 17.2                             | 83.3                                     | 92                                      | [ 16 ] |
| 2015 | 4.542                     | 429                                   | 9.009                 | 17.5                             | 82.8                                     | 88                                      | [ 16 ] |
| 2016 | 4.471                     | 414                                   | 9.409                 | 17.9                             | 80.2                                     | 89                                      | [ 17 ] |
| 2017 | 4.727                     | 542                                   | 9.497                 | 18.6                             | 81.4                                     | 91                                      | [ 16 ] |
| 2018 | 4.870                     | 593                                   | 9.941                 | 20.4                             | 83.1                                     | 105                                     | [ 16 ] |
| 2019 | 5.144                     | 558                                   | 10.531                | 21.5                             | 83.9                                     | 107                                     | [ 16 ] |
| 2020 | 1.732                     | −689                                  | 10.055                | 5.6                              | 60.8                                     | 109                                     | [ 18 ] |
| 2021 | 2.098                     | −417                                  | 8.743                 | 7.1                              | 56.8                                     | 107                                     | [ 19 ] |
| 2022 | 4.805                     | 476                                   | 9.045                 | 15.0                             | 79.8                                     | 107                                     | [ 20 ] |
| 2023 | 5.905                     | 809                                   | 9.909                 | 19.3                             | 84.4                                     | 109                                     | [ 21 ] |
| 2024 | 6.472                     | 801                                   | 10.870                | 21.0                             | 84.0                                     | 112                                     | [ 22 ] |

## Destinazioni
Al 2025, Swiss International Air Lines opera voli di linea verso Argentina, Brasile, Canada, Cina, Corea del Sud, EAU, Egitto, Europa, Hong Kong, India, Israele, Giappone, Libano, Marocco, Singapore, Stati Uniti, Sudafrica e Thailandia.

### Accordi commerciali

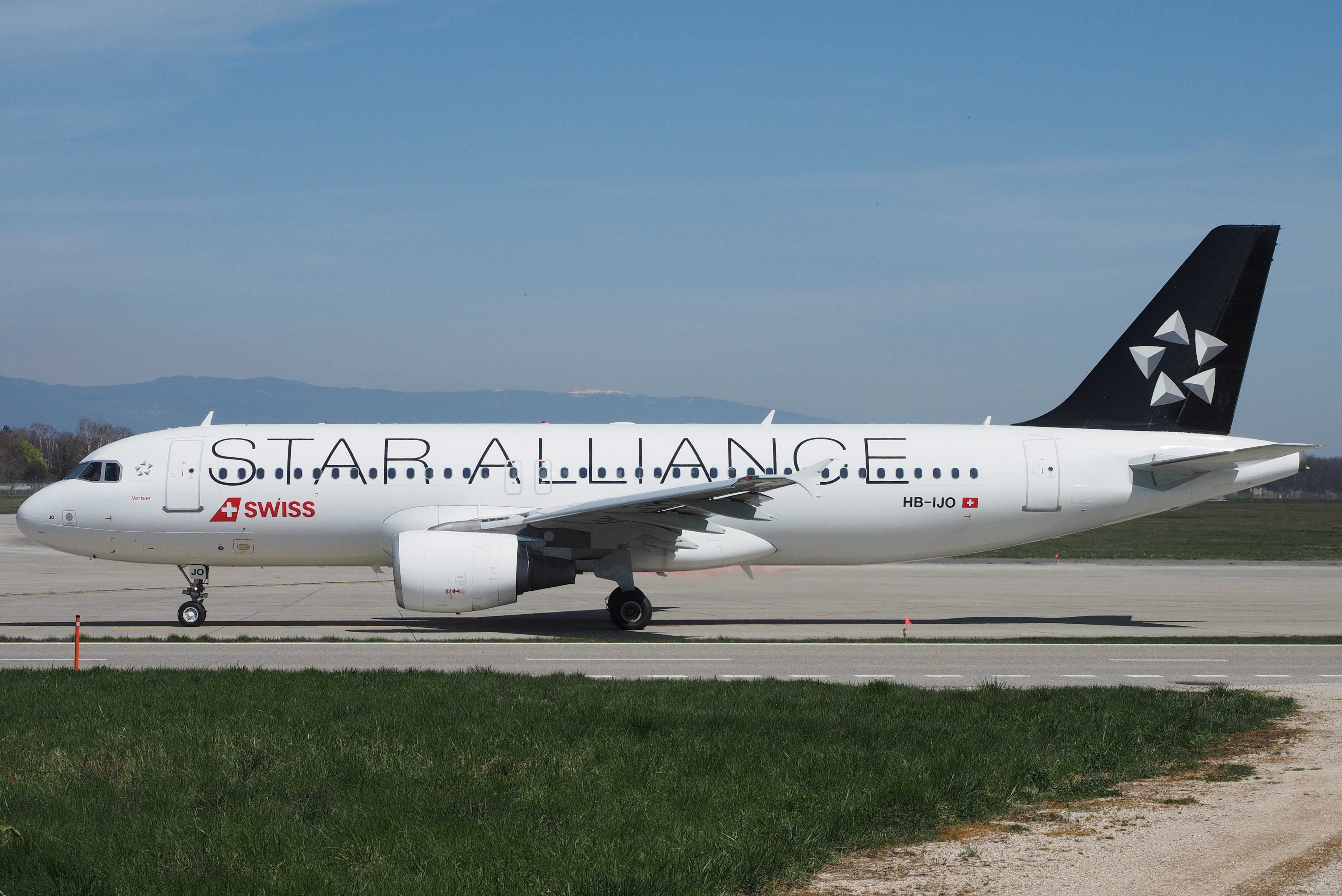
Un Airbus A320-200 di Swiss in livrea Star Alliance.

Al 2025 Swiss International Air Lines ha accordi di code-share con le seguenti compagnie:
- Aegean Airlines[25]
- Air Baltic[26]
- Air Canada
- Air China
- Air France
- Air India[27]
- Airlink[28]
- All Nippon Airways
- Austrian Airlines
- Avianca
- Bangkok Airways[29]
- Brussels Airlines
- Cathay Pacific[30]
- Croatia Airlines
- Edelweiss Air
- EgyptAir
- El Al
- Etihad Airways[31]
- Eurowings
- ITA Airways[32]
- KM Malta Airlines[33]
- LATAM Brasil[34]
- LOT Polish Airlines
- Lufthansa
- Oman Air[35]
- Singapore Airlines
- South African Airways
- TAP Air Portugal
- Thai Airways International
- United Airlines

### Alleanze
SWISS fa parte di Star Alliance dal 1º aprile 2006 .

## Flotta

### Flotta attuale

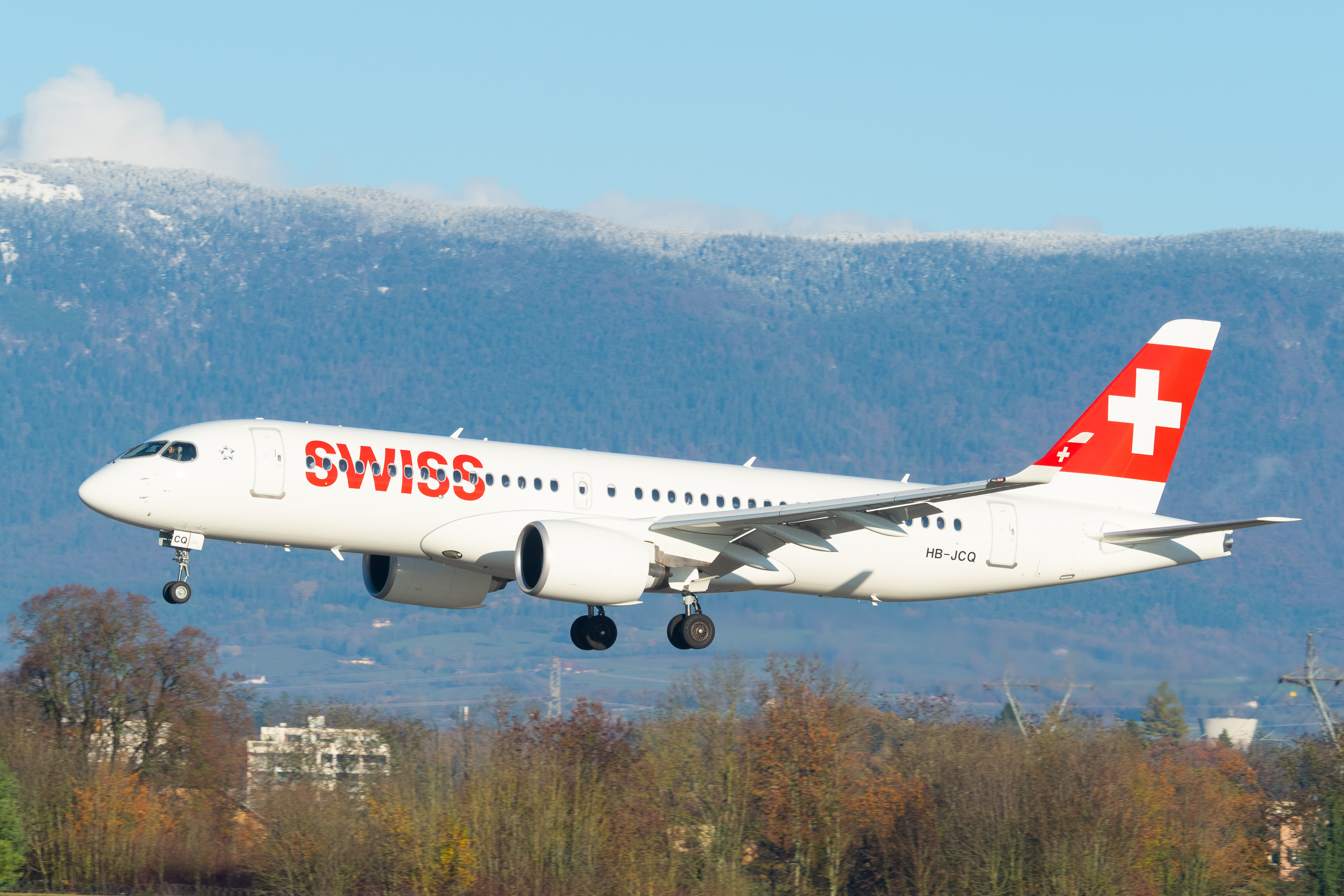
Un Airbus A220-300.

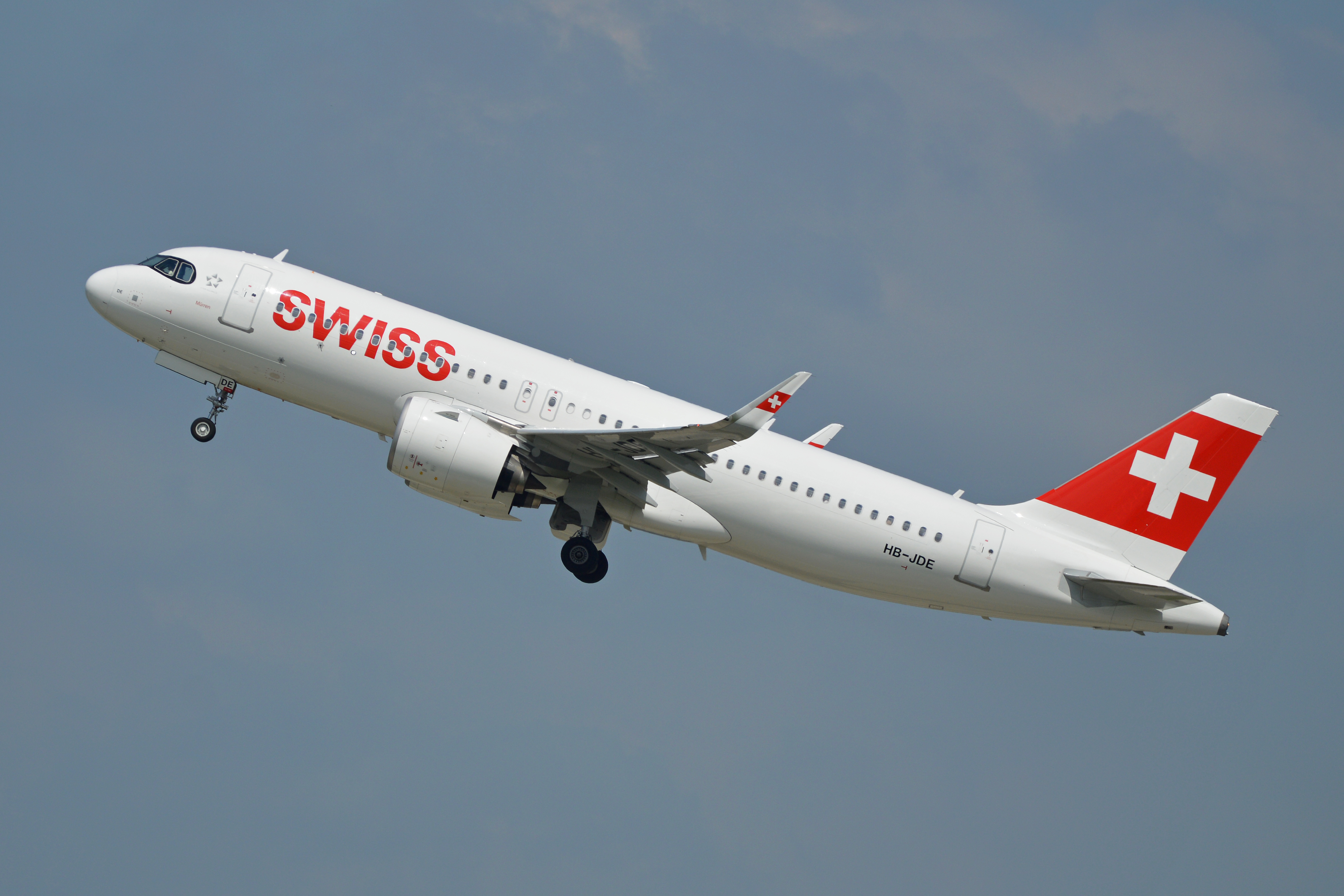
Un Airbus A320neo.

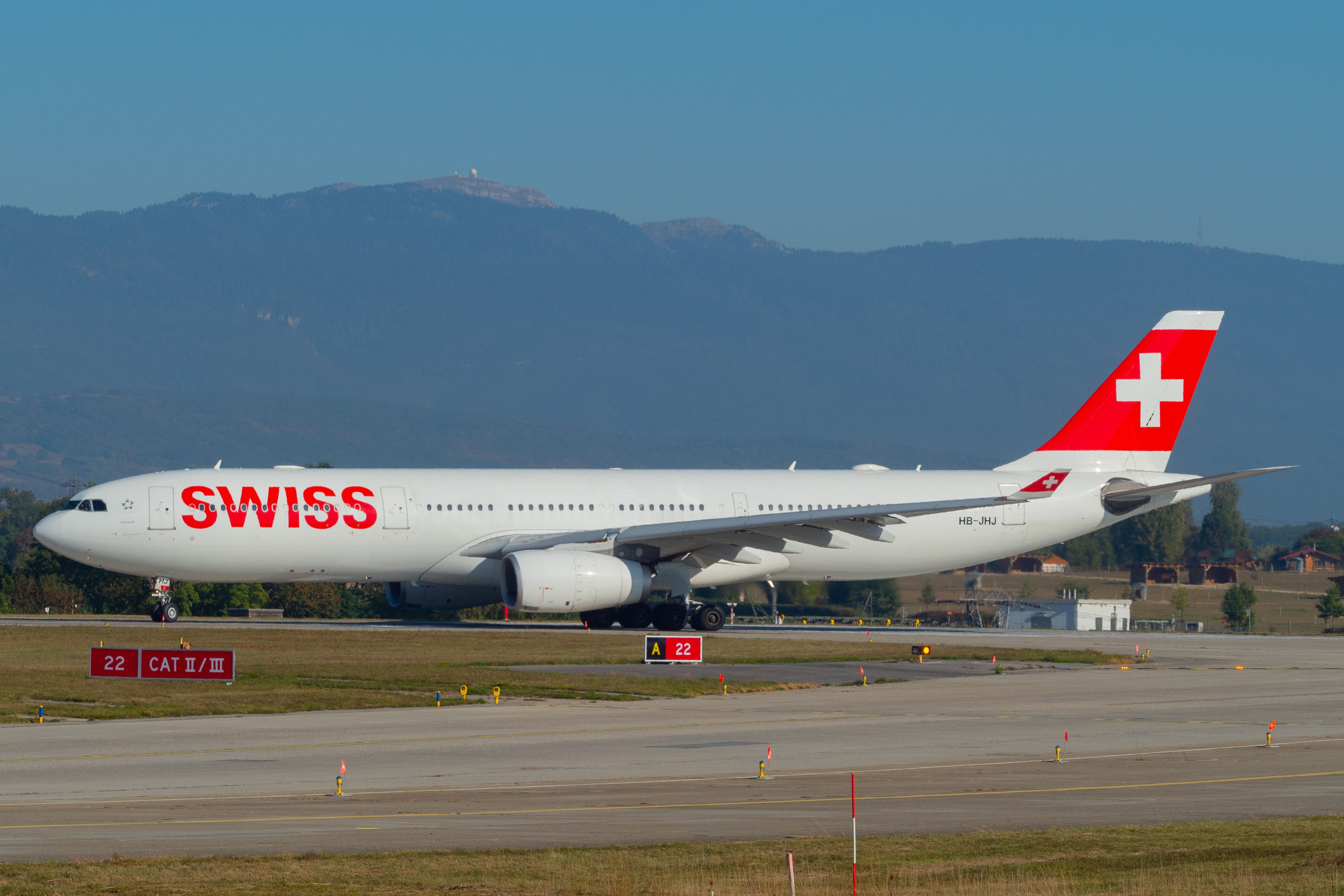
Un Airbus A330-300.

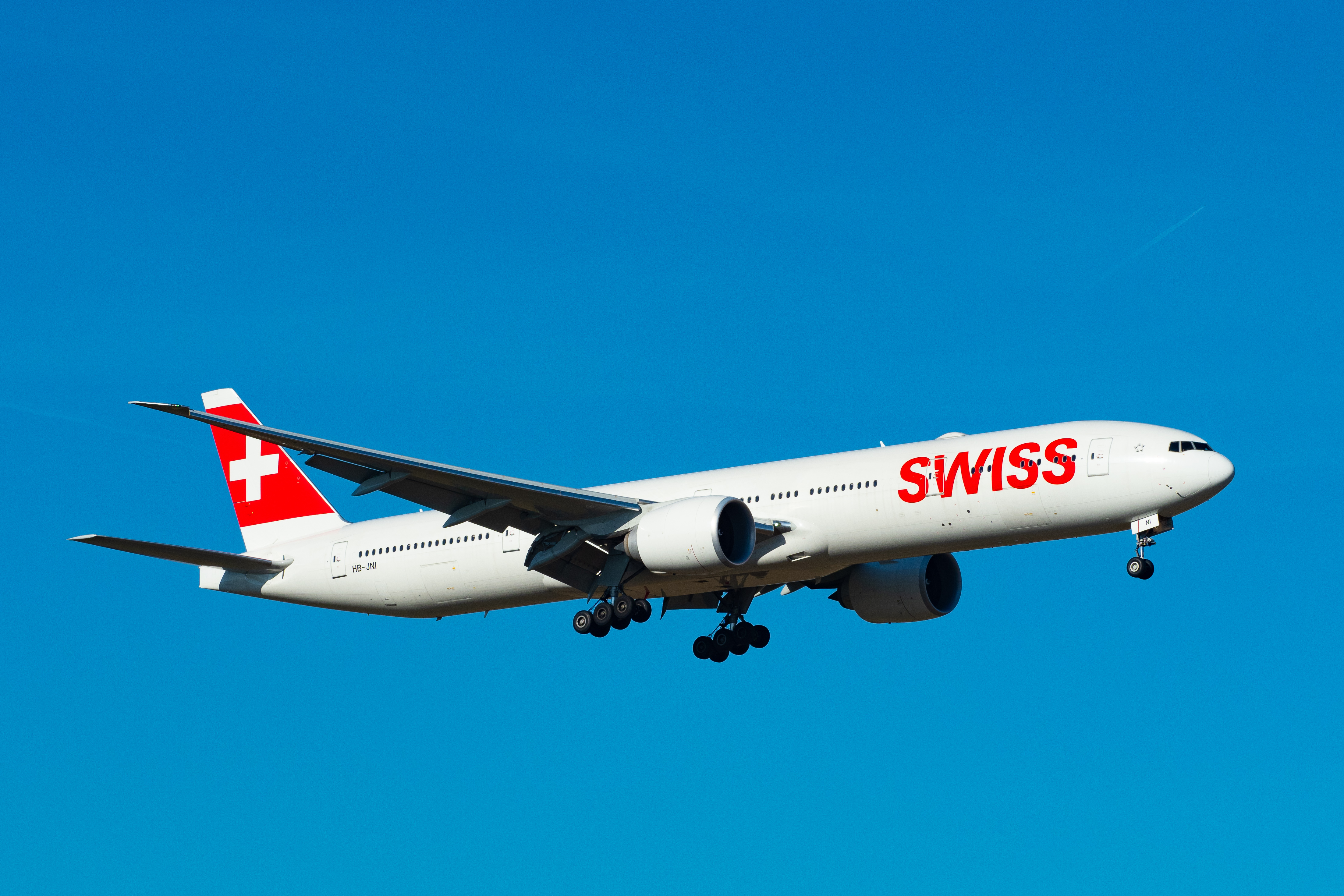
Un Boeing 777-300ER.

Ad aprile 2025 la flotta di Swiss International Air Lines è così composta:

### Flotta storica

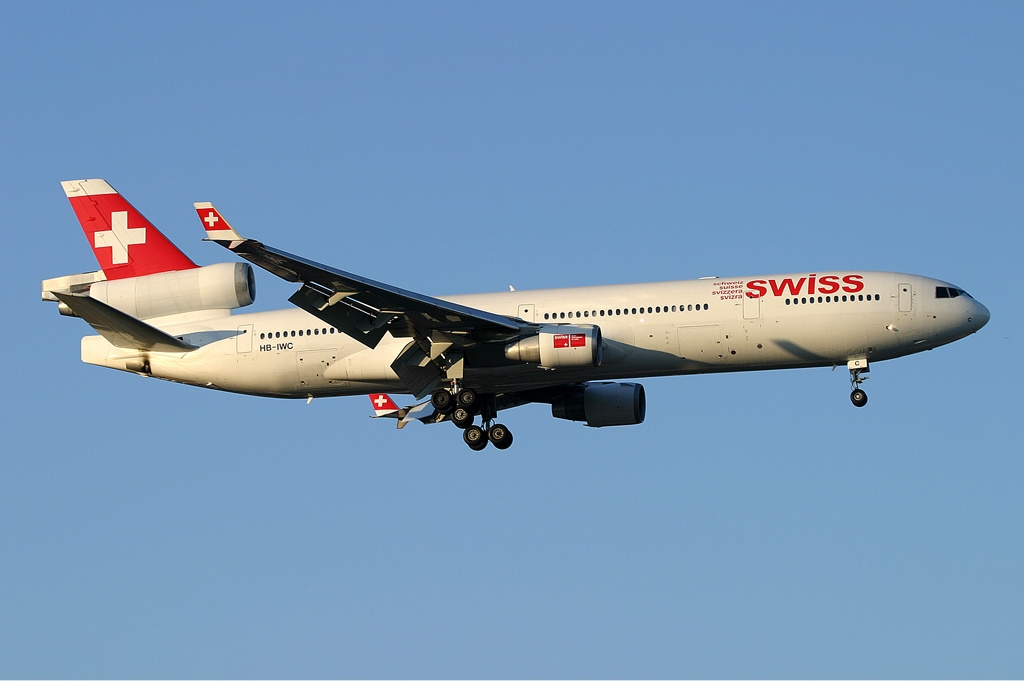
Un McDonnell Douglas MD-11 nel 2003.

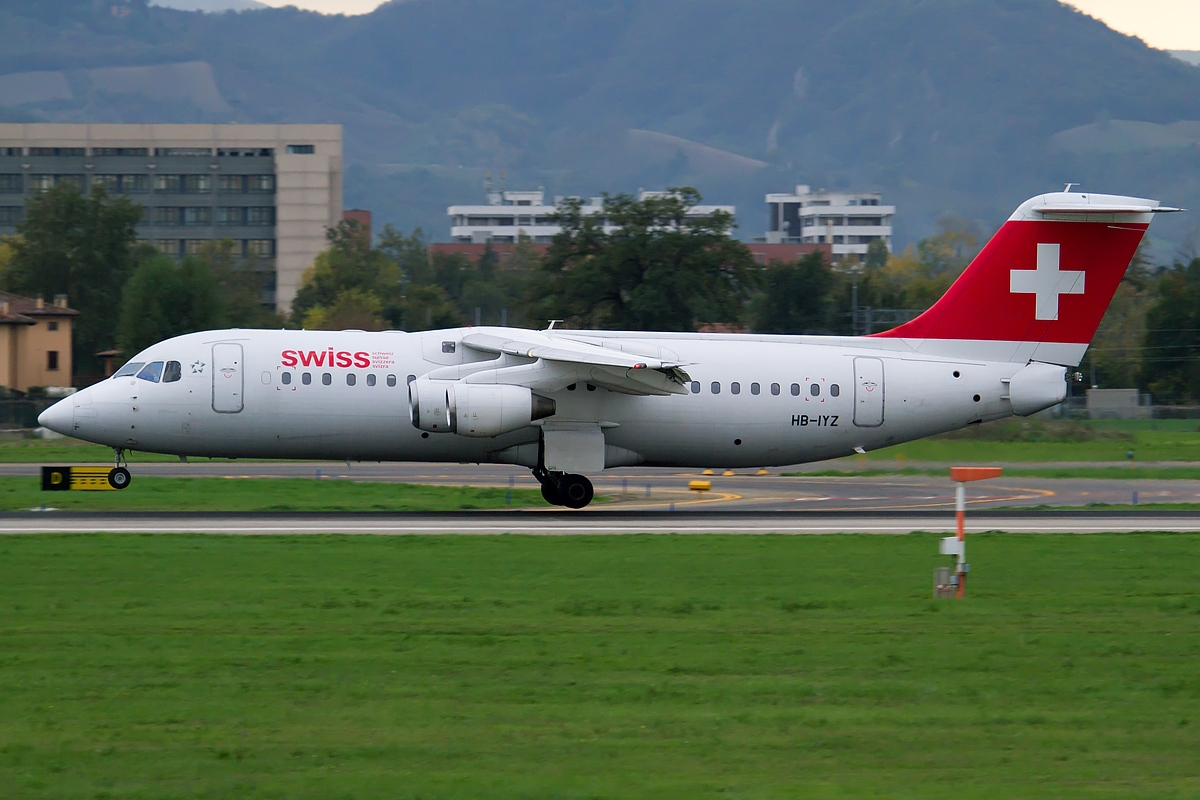
Un Avro RJ100 nel 2013.

Swiss International Air Lines operava in precedenza con i seguenti aeromobili: